# حزقيال مانويل مولينا
حزقيال مانويل مولينا (بالإسبانية: Juan Manuel Molina Morote)‏ هو منافس ألعاب قوى إسباني، ولد في 15 مارس 1979 في ثيثا في إسبانيا.

## وصلات خارجية
- حزقيال مانويل مولينا على موقع الاتحاد الدولي لألعاب القوى (الإنجليزية)
- حزقيال مانويل مولينا على موقع الاتحاد الأوروبي لألعاب القوى (الإنجليزية)
- حزقيال مانويل مولينا على موقع اللجنة الأولمبية الدولية (الإنجليزية)
- حزقيال مانويل مولينا على موقع أوليمبيديا (الإنجليزية)